# Somatina eurymitra
Somatina eurymitra là một loài bướm đêm trong họ Geometridae.